# چیزهای محرمانه
چیزهای محرمانه (فرانسوی: Choses secrètes‎) یک فیلم دلهره‌آور اِروتیک فرانسوی به کارگردانی ژان-کلود بریسو است که در سال ۲۰۰۲ میلادی منتشر شد.
این فیلم نمونه‌ای از نهایت‌گرایی نوین فرانسه است و مجلهٔ مشهور کایه دو سینما آن را به‌همراه فیلم ده عباس کیارستمی، به‌عنوان برترین فیلم‌های سال ۲۰۰۲ برگزیده شد. این فیلم عنوان «سینماگر فرانسوی سال» را در جشنواره فیلم کن ۲۰۰۳ دریافت کرد. در سال ۲۰۰۵، بریسو به دلیل آزار جنسی دو بازیگر زن در فاصله‌ی سال‌های ۱۹۹۹ تا ۲۰۰۱ در جریان تست بازیگری برای این فیلم مجرم شناخته شد.